# Volta a Llombardia 1947
La Volta a Llombardia 1947 fou la 41a edició de la Volta a Llombardia. Aquesta cursa ciclista organitzada per La Gazzetta dello Sport es va disputar el 26 d'octubre de 1947 amb sortida i arribada a Milà després d'un recorregut de 222 km.
L'italià Fausto Coppi (Bianchi) repeteix victòria en imposar-se clarament als seus compatriotes Gino Bartali (Legnano) i Italo de Zan (Lygie).

## Classificació general
|    | Ciclista               | Equip            | Temps      |
| -- | ---------------------- | ---------------- | ---------- |
| 1  | Fausto Coppi (ITA)     | Bianchi          | 6h 15' 00" |
| 2  | Gino Bartali (ITA)     | Legnano          | + 5' 24"   |
| 3  | Italo de Zan (ITA)     | Lygie            | m. t.      |
| 4  | Sergio Pagliazzi (ITA) | Ricci            | + 7' 00"   |
| 5  | Louis Thiétard (FRA)   | Metropole-Dunlop | m. t.      |
| 6  | Adolfo Leoni (ITA)     | Bianchi          | + 8' 45"   |
| 7  | Brik Schotte (BEL)     | Alcyon-Dunlop    | m. t.      |
| 8  | Mario Ricci (ITA)      | Legnano          | m. t.      |
| 9  | Egidio Marangoni (ITA) | Wally            | m. t.      |
| 10 | Fermo Camellini (ITA)  | Olmo             | m. t.      |